# Doron Perkins
Doron Perkins, né le 6 mai 1983 à Anchorage, est un joueur américain de basket-ball.

## Clubs
- 2005-2006 :  Toyota Alvark
- 2006-2007 :  EWE Baskets Oldenburg
- 2007-2008 :  Euphony Bree
- 2008-2009 :  Maccabi Haifa
- 2009-2011 :  Maccabi Tel-Aviv
- 2012 :  Pallacanestro Cantù
- 2012 :  BC Donetsk
- 2013 :  Foshan Dralions
- 2013 :  Olympiakós